# Recipe
Recipe (レシピ?, Reshipi) è un manga yaoi di Yuki Shimizu che raccoglie una serie di oneshot che condividono lo stesso universo e gli stessi protagonisti. Pubblicato da Biblos nel 2004, in Italia è stato tradotto da Kappa Edizioni e pubblicato nel settembre 2005.

## Trama

### Recipe
Il liceale Kō, lasciato solo con lo zio a causa degli impegni di lavoro della madre, pranza sempre al caffè Recipe, gestito dall'ex-modello Kaiya. Tra i due vi è una particolare attrazione, ma le cose cambiano solo quando Kaiya decide di iniziare a sedurre il giovane. Questi, tormentato dallo zio, ricerca spesso l'aiuto e la compagnia del gestore del bar finché un giorno Kaiya gli rivela, bruscamente, di essere attratto da lui. Scioccato dalla rivelazione e sempre più conscio del magnetismo erotico di Kaiya, Ko cerca di allontanarsene, ma anche se malvolentieri, i brutti scherzi dello zio Yuujin lo costringono a tornare dall'ex-modello.
Quando Ko si lascia ospitare a casa dall'amico scopre che questi, per niente turbato, non ama legarsi a nessuno e nutre effimere relazioni con amici ed ex-colleghi di ambo i sessi, mirando solamente alla ricerca del piacere. Ingelosito, Ko abbandona Kaiya, deciso a non rivederlo mai più.
Ma proprio l'incontro fortuito con la modella Reina, sexfriend di Kaiya e compagna d'istituto di Yuujin, lo riporta tra le braccia dell'amato. Ko, ormai caduto nella trappola del seducente Kaiya, confessa di voler diventare il solo compagno dell'ex-modello, non perché solamente attratto da lui ma perché ormai innegabilmente innamorato.

### Dying Happy
Anche lo zio di Ko, Yuujin, ha dei problemi riguardo alla vita sessuale recentemente: il suo compagno infatti nonostante la corporatura esile e il carattere gentile e premuroso ha infatti un inestinguibile desiderio sessuale. Le notti trascorse con Junichi stanno di fatto esaurendo il giovane. A ciò si aggiunge la comparsa improvvisa dell'ex di Junichi: Renji Sunohara. Confidatosi con l'amica Reina, Yuujin, temendo per la fedeltà del compagno, decide di indagare e scopre che questi si incontra con Renji e accetta dei regali da quest'ultimo.
Per testare la fedeltà di Junichi, Yuujin trascorre la notte con lui e il corpo del partner gli rivela la sua fedeltà. Ritrovata così la concordia i due trascorrono la notte facendo l'amore fino all'alba finché Yuujin sviene. Portato all'ospedale, il giovane si sveglia preso in cura dal dottor Renji Sunohara che gli rivela di aver incontrato l'ex solo perché questi era preoccupato per la salute del compagno e che perciò gli aveva fornito dei sex toy affinché si potesse alleggerire il peso sulle spalle di Yuujin. Finalmente allontanato ogni dubbio, i due tornano a vedersi con serenità e passione.

### The Uncle I Like
Renji, sebbene sia soprannominato i "cacciatore di oggetti smarriti", è incapace di trovare il vero amore, come gli ha rivelato anche l'ultimo riavvicinamento all'ex Junichi finito in un fallimento per il dottore.
Il fratello maggiore e suo superiore all'ospedale insiste affinché Renji si sposi, l'argomento tuttavia per il dottore è fonte di grande frstrazione perché gli ricorda la sua solitudine e così quel giorno, nonostante l'annunciata visita in famiglia del fratello da Los Angeles, Renji si attarda nel parcheggio. Qui incontra un ragazzino che, adescato il giovane uomo, gli si concede per poi fuggire alla prima occasione.
Ancora pieno di dubbi, Renj torna a casa a partecipare la riunione di famiglia. Lì lo aspetta una sorpresa: il figlio adottivo di Shinji, che Renji aveva trovato abbandonato tra i rifiuti e che aveva lasciato adottare al fratello ora in America, è lo stesso preadolescente incontrato al parcheggio! Profondamente innamorati l'uno dell'altro Renji e Satoshi si amano nonostante i legami di parentela.
Un giorno tuttavia Satoshi gli confida di star per tornare in California. Angosciato ed atterrito all'idea di perdere il giovane di nuovo, Renji si unisce a lui praticando al nipote adottivo la penetrazione (sino ad allora avevano impiegato la tecnica del "sumata"). Dopo il rapporto sessuale, Satoshi mette al corrente lo zio che ha convinto suo padre a lasciarlo in Giappone insieme agli zii.

### Decoration
Ancora stanco per la notte trascorsa con Renji, Satoshi rimanda la giornata in piscina con l'amico Ko. Questo non può che sollevare il liceale, infatti il possessivo e sadico compagno Kaiya ha da poco applicatogli un piercing vicino all'apertura dell'ano. Con tale gesto l'ex-modello ha voluto imprimere un proprio ricordo sul corpo di Ko per ricordare al giovane di possederlo.